# باروك (لبنان)
باروك أو الباروك
قرية لبنانية في قضاء الشوف في جبل لبنان.
تقع قرية الباروك في أعالي تلال الشوف على ارتفاع بين 1000 و1200 متر عن سطح البحر، على سفح جبل الباروك.
تشكل الباروك أحد المراكز السياحية والطبيعية الأفضل في قضاء الشوف كذلك على صعيد لبنان ككل.
يبلغ عدد سكان الباروك حوالي خمسة آلاف نسمة، موزعين على عائلات محمود، حلاوي، الحكيم، كرباج، البستاني، الينطاني، العماطوري، الحلبي، نخلة، حداد، أبو شهلا. معظم سكان الباروك من الموحدون الدروز والمسيحيين خصوصاً من الموارنة والروم الكاثوليك الملكيين.
في الباروك مدرسة رسمية واحدة، مستشفى حكومي واحد ومستوصفين وعدد من المنظمات الاهلية.
في آصل كلمة الباروك: تقول المراجع ان اصل كلمة الباروك يعود إلى واقعة مرور قوافل التجارة عبر البلدة منذ القدم، وكانت الجمال والحيوانات حين تمر بالباروك «تبرك» أي ترتاح عند النبع حيث المياه العذبة والبرودة الطبيعية، لذلك صارت تسمّى الباروك من «برك».
مميزات الباروك:
تشكل الباروك مركز اصطياف مميز في قضاء الشوف كونها تقع على سفح جبل الباروك الذي يضم أكبر محمية طبيعية للأرز اللبناني cedrus libani في لبنان والتي تشكل آخر امتداد للأرز اللبناني في القسم الجنوبي من الكرة الارضية. ففيها أكبر غابة أرز في لبنان تبلغ مساحتها أكثر من 600 هكتار من الارز.
بالإضافة إلى الارز، تنبع من الباروك عدد من الينابيع، أبرزها نبع الباروك الذي يشكل عند مصبه على البحر المتوسط نهر الاولي، أحد أطول إنهار لبنن. كما إن نبع الباروك يؤمن مياه الشفة لكافة بلدات وقرى قضاء الشوف وقضاء عاليه والساحل الجنوبي من بيروت وحتى صيدا.
اشتهرت الباروك زراعيا بزراعة التفاح اللبناني الشهير بطعمه السكري وشكله الجميل، كما ازدهرت فيها زراعة الفواكه على آنواعها، وكانت سابقاً فيما مضى تشتهر بزراعة العنب والتين والكرز، إذ كان في الباروك ما يقارب السبعة معاصر للعنب، والعديد من مطاحن القمح الذي كان أهل البلدة يزرعونه في سفوح الجبل وعلى الروابي المحيطة. وما زالت هنالك ثلاثة مطاحن شاهدة على عصر الوئام بين الإنسان والمحيط الطبيعي.
من الباروك ظهر العديد من المشاهير، وأبرزهم شاعر الوطن، رشيد بك نخلة، الذي وضع النشيد الوطني اللبناني (كلنا للوطن) والذي برز في الزجل اللبناني. إلى جانب رشيد نخلة برز اسم أمين رشيد نخلة أو شاعر القرية الذي ألّف العديد من الدواوين الشعرية والنثريات الجميلة والعذبة. كما برز من الباروك الشيخ أبو حسن عارف حلاوي، أحد المراجع الدينية الابرز في لبنان خلال القرن العشرين والذي تحول منزله حيث يرقد مزاراً يتبارك منه المؤمنون. هذا إلى جانب العديد من الشخصيات التي لعبت دورا على الصعيدين الشوفي والوطني.
ميزة الباروك الاساسية انها نموذج مصغّر عن الوطن اللبناني. ففيها غابة الارز، الشعار الوطني للبنان ولكل لبناني ولكل محب للوطن الصغير. كما ان للباروك الفخر في إنشاد النشيد الوطني من كلمات رشيد نخلة، ابنها البار الذي تربى في آزقتها الصغيرة وشرب من نبعها فكانت كلماته عرفان الباروك للوطن الكبير.
كما ان الباروك تحفظ العيش اللبناني الاصيل، فيها كنيستين للمسيحيين ومجلسين للدروز، وتمّت فيها أول مصالحة وطنية بعد انتهاء الحرب اللبنانية.

## معرض الصور

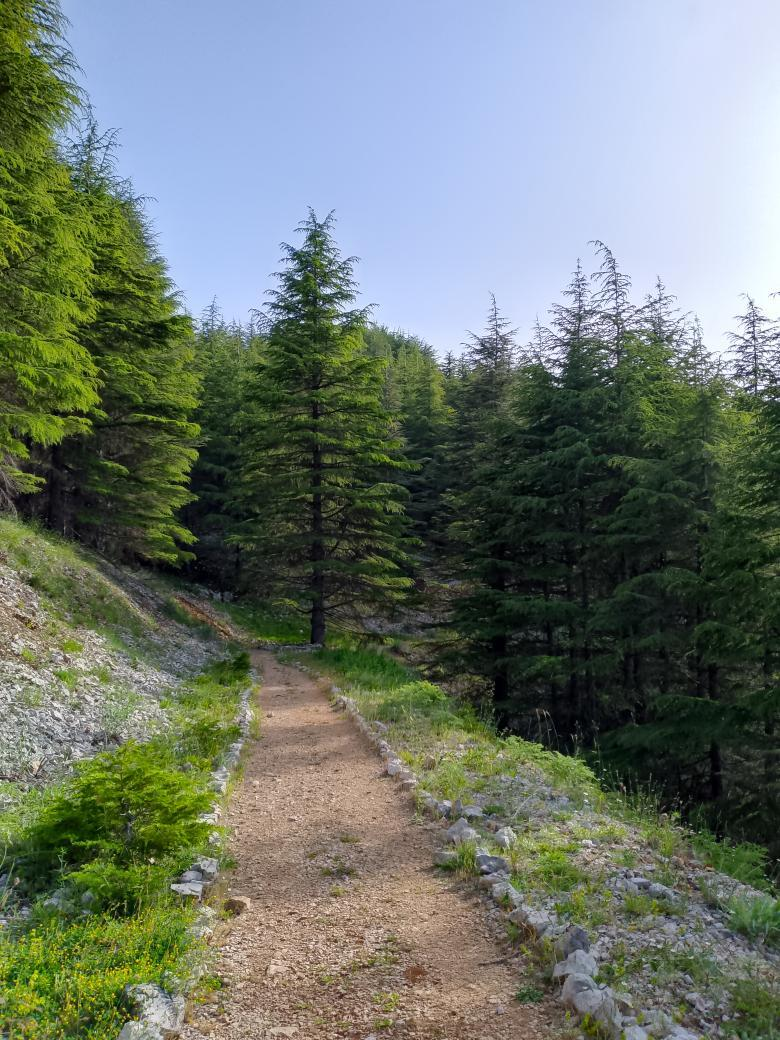
الأرز في البروك
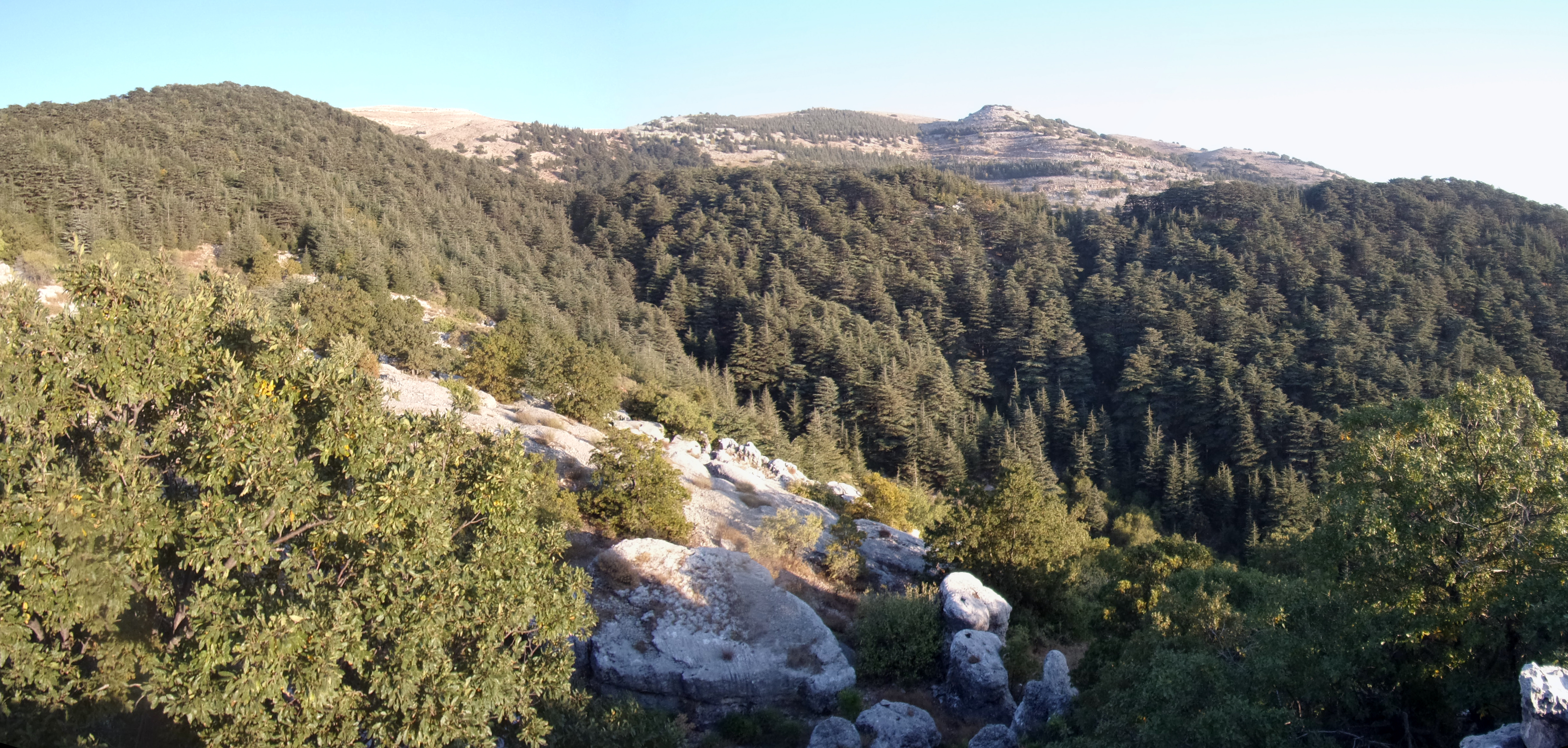
جبل البروك، أرز عين زحلتا

## مواقع خارجية
- الباروك
- محمية ارز الشوف